# The Fat Boys
The Fat Boys — американське хіп-хоп тріо з Брукліна, Нью -Йорк, створене на початку 1980 -х років. Нетривалий час колектив був відомий під назвою Disco 3, і від початку складалася з Марка «Принца Маркі Ді» Моралеса, Деймона «Кул Рок-Скі» Вімблі та Даррена «Баффа Лава» Робінсона.
Тріо широко відоме своїм активним використанням бітбоксу у своїх піснях. Група була першопрохідцями для бітбоксерів на кшталт Біз Маркі та Дуґ Е. Фреш. Fat Boys були одним з перших реп-гуртів, які випустили повнометражні реп-альбоми разом з Run-DMC, Whodini та Kurtis Blow. Прославлений своїми комедійними, самовихвальними римами, гурт випустив сім студійних альбомів, чотири з яких стали отримала статус золотимих від RIAA.
Перші два альбоми групи були продюсовані Куртісом Бловом. Перелік успішних синґлів налічує такі як «Jail House Rap», «Can You Feel It?», «Fat Boys», «Stick 'Em», «Don't You Dog Me», «All You Can Eat», «The Fat Boys Are Back» і"Pump It Up ".
Альбом Crushin' отримав платиновий статус завдяки синґлу "Wipeout ", який був записаний разом з американським рок-гуртом The Beach Boys. Наступний альбом «Coming Back Hard Again», повторив успіх попереднього і отримав статус «Золотого» завдяки успішному синґлу "The Twist (Yo, Twist) ", записаному разом з американським співаком рок -н -ролу Chubby Checker. Альбом також містив саундтрек до кінострічки «Кошмар на вулиці В'язів 4: Майстер мрій», в якому Роберт Енґлунд виступав у ролі Фредді Крюґера.
Учасники гурту знялася у трьох повнометражних фільмах у 1980-х років (посиливши популярність хіп-хопу в Америці): Krush Groove, Knights of the City та Disorderlies.

## Учасники гурту
- Марк Моралес, також відомий як «Принц Маркі Ді» (нар. 19 лютого 1968 — пом. 18 лютого 2021)[1]
- Деймон Вімблі, також відомий як «Кул-Рок-Скі» (нар. 4 листопада 1966)[1]
- Даррен Робінсон, також відомий під сценічним ім'ям «The Human Beat Box» («Людина-Бітбокс») (нар. 10 червня 1967 — пом. 10 грудня 1995)[1]

## Історія гурту

### Зародження
У 1983 році промоутер зі Швейцарії Чарльз Стетлер, власник особистого лейблу Tin Pan Apple, вирішив провести конкурс талантів хіп-хопу. Щоб знайти спонсора, Стетлер звернувся до радіостанції WBLS, яка порекомендувала його кільком спонсорам. Врешті-решт він переконав компанію Coca-Cola профінансувати відбір. Протягом наступних трьох місяців щосуботи вдень проводилися конкурси на визначення переможця в кожному районі Нью-Йорка.
23 травня 1983 р. відбувся фінальний відбір під назвою «Coca-Cola and WBLS present: The Tin Pan Apple After Dark Dance & Rap Contest!». Захід відбувся в музичному залі Радіо Сіті. Ведучим у той вечір був Mr. Magic з радіопрограми Rap Attack. Відповідно до умов відбору, переможець мав можливість підписати угоду щодо контракту на запис. Учасники з Fat Boys, відомі в той період як The Disco 3, стали неочікуваними переможцями зі своєю піснею «Stick 'Em».

### Європейський тур
У 1983 році The Disco 3 випустили свій дебютний синґл «Reality». Його продюсером був Джеймс Мейсон, джазовий гітарист і клавішник джазово-фанкового гурту Роя Айєрса.
Оскільки у колективу не було менеджера, Стетлер вирішив зайняти цю посаду. Стетлер вирушив разом з гуртом в європейський автобусний тур, де дав учасникам вказівку набрати вагу. Концерти закінчувалися о 12 годині вечора, і учасники не могли потрапити до готелю до другої години ночі. Були відкриті лише місця на зразок Макдональдсу та Бургер Кінгу, тому учасники гурту швидко набрали вагу від харчування в таких закладах. Оскільки таке харчування було постійним, учасники гурту навіть не помітили змін під час туру і не вважали що мають надлишкову вагу. Пізніше у бальному залі Roseland у Нью -Йорці була проведена вечірка на честь перейменування гурту.

### Зустріч з Куртісом Бловом
Чарлі Стетлер познайомив гурт з репером і продюсером Куртісом Бловом, який допоміг їм знайти своє фірмове звучання. Для роботи над альбомом Куртіс Блов найняв програмістів драм-машин Run-DMC, Ларрі Сміта та Дейві «DMX» Рівза, які вважалися найкращими у створенні пісень того часу. «Stick 'Em» була першою піснею, записаною з Куртісом Бловом.
Дебютний альбом гурту під назвою «Fat Boys» 1984 року багато хто вважає першим хіп-хоп альбомом, який містить такий елемент, як бітбокс. Даррен «The Human Beat Box» Робінсон був піонером бітбоксингу.

### Fresh Fest Tour '84
Якось у 1984 році Рассел Сіммонс увірвався до офісу Стетлера і сказав йому, що він збирається влаштувати фестиваль під назвою Fresh Fest Tour '84, в якому візьмуть участь його гурти та брейкдансери. Оскільки раніше Стетлер отримав 300 000 доларів від Coca-Cola для фінансування свого конкурсу 1983 року, Сіммонс хотів, щоб Стетлер повторив такий захід. Молодий промоутер не зміг повернути підтримку компанії, тому він зателефонував своєму знайомому і запитав його, чи не збирається швейцарець продати ще щось. Компаніїєю, готовою проспонсорувати виявилася компанія з виробництва наручних годинників Swatch. Стетлер переконав компанію профінансувати тур на суму 360 000 доларів, і відтак фестиваль був перейменований на The Swatch Watch New York City Fresh Fest.
Рассел Сіммонс не хотів брати The Fat Boys у тур, оскільки на той момент вони були маловідомими. Стетлер пішов до старого магазину Tower Records на Бродвеї і роздав 5000 флаєрів, на яких було написано: «Вгадайте вагу „Товстих хлопців“ і людина, якій вдасться, виграє 800 банок дієтичних пепсі та один долар». Тисячі дітей вишикувалися в магазині Tower Records для участі. Стетлер поставив учасників групи на ваги; на той час їхня спільна вага становила 868 фунтів (394 кг). Зрештою переміг хлопчик з Гарлему. Ця подія потрапила у повідомлення каналу Channel 2, включно врученням нагороди у вигляді газованих напоїв.
Наступного дня Стетлер побачив у газеті, що The Jackson 5 збирається возз'єднатися на концерті у жовтні 1984 року. Він зателефонував своїй дружині та партнерові за сумісництвом, попросивши її написати прес-реліз, у якому повідомлялося, що The Jackson 5 обрав невідомий тоді гурт Fat Boys для виступу у вступному акті. Стетлер розповсюдив цей пресреліз по всьому місту. Наступного ранку Стетлер і The Fat Boys з'явились у телевізійному шоу Good Morning America. Коли ведучий повернувся до The Fat Boys, вони не знали, що сказати. Вони просто сказали: «Brrr, Stick 'Em! Ha-ha-ha, Stick' Em!», Тому що це була популярна пісня колективу на той час.
Рассел Сіммонс погодився долучити The Fat Boys до складу фестивалю, який нараховував Run-DMC, Kurtis Blow, Whodini, Newcleus та The Dynamic Breakers. Перший концерт туру відбувся у День праці, 3 вересня 1984 р. За 27 концертів у США організатори зібрали 3,5 млн доларів. Фестиваль супроводжувався рекламою на телебаченні.
У 1985 році відбувався Fresh Fest II, який відбувся за такими ж принципами, що й напередодні, з учасниками з Grandmaster Flash and the Furious Five, які замінили Newcleus.

### Кіно і телебачення
В той час перед американським офісом компанії Swatch було поставлене завдання прорекламувати свій продукт американській авдиторії. Компанія була відома втіленням незвичайних рекламних кампаній, і погодилася показати Fat Boys у рекламному ролику для годинників на MTV. Відео «Brrr, Swatch 'Em!» вийшло у етер у грудні 1984 р. Swatch повторно включив The Fat Boys у різдвяну рекламу 1985 року, створену колишніми творчими керівниками MTV Аланом Ґудманом та Фредом Зайбертом. Цей рекламний ролик, «Swatch Watch Presents a Merry Christmas», був вперше показаний у грудні 1985 р. Ці рекламні ролики були помітними, оскільки, коли вони виходили в етер у грудні 1984 року, на телеканалі MTV не було представлено багато хіп-хоп виконавців, а лише починалися трансляції музичних кліпів від реп-виконавців на початку того року з спільним хітом Run-DMC "Rock Box ". Завдяки успіху цих рекламних роликів учасники The Fat Boys стали частими гостями на MTV, прокладаючи стежку для появи хіп-хоп виконавців, і врешті-решт збільшуючи популярність і визнаність хіп-хопу серед авдиторії MTV.
Також завдяки цим рекламним роликам група здобула репутацію свого почуття гумору. Вони знялися в кількох повнометражних фільмах. Перша їхня головна роль була знята у фільмі « Круш-паз» (1985), потім-друга, « Безлад» (1987), де також був представлений Ральф Белламі як інвалід-мільйонер, за яким доглядають його добродушні, але невмілі санітари (у ролі Товстих хлопців), з камеєю від менеджера Стетлера.

### Створення «Crushin» та «Coming Back Hard Again»
Сподіваючись повторити успіх Run-DMC та Aerosmith з синґлом " Walk This Way ", The Fat Boys зробили кавер-версію пісні " Wipeout " разом з рок-гуртом The Beach Boys. Сингл досяг 12-го місця в Billboard Hot 100 і 10-го місця в популярних піснях R&B/хіп-хопу. Пісня «Wipeout» піднялася на 2-е місце в топ-100 Великої Британії у вересні 1987 року під час 13-тижневого чарту. «Wipeout» — остання пісня, записана учасниками групи для альбому «Crushin».
Музичний кліп на пісню починається з оголошення боксерського матчу, The Fat Boys та The Beach Boys відвідують матч. Матч переривається бійкою. У наступній сцені The Fat Boys набивають машину купальниками та виїжджають. Beach Boys їдуть на баґґі містом. Обидві групи об'їжджають місто в напрямку пляжу, а вони виконують пісню і запрошують жителів міста долучитися. Тим часом на пляжі один з «товстунів» намагається підняти важку вагу, і дві жінки насміхаються через невдачі, інша грає у волейбол та інша займається серфінгом. З іншого боку, Beach Boys займаються діджеєм на вулиці. Наприкінці відео всі вони святкують на пляжній вечірці.
Пізніше до групи звернулися, щоб записати тематичну пісню для фільму «Кошмар на вулиці В'язів 4: Майстер мрій» (1988) під назвою " Are You Ready for Freddy ", у якій Роберт Енґлунд виступав у ролі Фредді Крюґера.
Їхній наступний альбом під назвою Coming Back Hard Again повторив формулу попереднього. Цього разу The Fat Boys записали перспівну версію пісні "The Twist " з Chubby Checker, який виконав її спочатку в 1960 році. Сингл досяг 16-го місця в Billboard Hot 100 і 40-го місця в популярних піснях R&B/хіп-хопу. Пісня «The Twist (Yo, Twist)» потрапила на друге місце в топ-100 Великої Британії в липні 1988 року під час 11-тижневого прогону чарту. Ще одна пісня з альбому, "Louie Louie ", є переспів-версією пісні 1957 року американського співака Річарда Беррі. Пісня досягла 46-го місця в Топ-100 Великої Британії 5 листопада 1988 року протягом 4 тижнів.

### Розрив
Однак смаки слухачів на той час уже змінилися. Беручи участь у необдуманій реп -опері On And On, група намагалася повернути собі славу, але це лише прискорило розпад групи. Принц Маркі Ді покинув групу в 1990 році, щоб переслідувати сольні інтереси, які включали продюсування багатьох ранніх треків для Мері Кері та Мері Дж. Блайдж, які включали її дебютний синґл "Real Love ". У 1991 році двоє інших учасників, Kool Rock-Ski та Buff Love, продовжили дует і випустили Mack Daddy (1991), але незабаром після цього група розпалася (до 2008). У художньому фільмі 1992 року " Бумеранг " персонаж Кріса Рока сумує про розпад «Товстих хлопців». Пізніше його цитував Джей-Зі у своїй пісні 2001 року «Серце міста (не любов)».

### Після розпаду
10 грудня 1995 року Бафф Лав помер від серцевого нападу під час приступу з респіраторним грипом у Роуздейлі, штат Квінс, Нью-Йорк. Йому було 28 років і, за повідомленнями, він важив 450 фунтів (200 кг).
Інші учасники Fat Boys запустили свою першу офіційну домашню сторінку [Архівовано 23 жовтня 2008 у Wayback Machine.] OriginalFatBoys.com 5 листопада 2008 року. Згідно з даними вебсторінки, Fat Boys записали свій перший трек майже через два десятиліття і мали плани створити реаліті-шоу в пошуках нового учасника.
У березні 2009 року Kool Rock-Ski оголосив про запуск своєї офіційної вебсторінки KoolRockSki.com. Його перший сольний проєкт, EP Party Time, був випущений 14 квітня 2009 року.
18 жовтня 2010 року в етері кабельного телебачення TV One вийшов епізод Unsung: The Story of The Fat Boys. У ньому згадувалося, що двоє вцілілих учасників возз'єдналися і гастролювали з Дугом Е. Фрешем, який виконував роль бітбоксера. Не було підтвердження факту, що він є новим третім постійним учасником. Спецпроєкт був підготовлений менеджером групи Луїсом Ґреґорі, відомим у суспільстві як «дядько Луї».
У серпні 2012 року The Fat Boys мали виступити на 13-му щорічному Gathering of the Juggalos у Кейв-Ін-Рок, штат Іллінойс⁣, але врешті-решт не з'явились.
Принц Маркі Ді помер з підозрою на серцевий напад 18 лютого 2021 року, за день до свого 53-річчя; за даними TMZ, Моралес звернувся до лікарні зі скаргами на біль у грудях. Визначено, що для усунення закорковування його серця був необхідний стент, але Моралес помер до того, як стент вдалося вставити.
Принц Маркі Ді був радіоведучим WEDR 99 Jamz у Маямі, штат Флорида, працюючи у вихідні дні, тоді як останні відомі новини щодо, Kool Rock-Ski повідомляють, що той мешкає у Нью-Йорку, і є останнім живим учасником гурту «Товстунів».

## Дискографія

### Альбоми
| Назва | Інформація щодо альбому | Пікові позиції в чартах | Пікові позиції в чартах                | Нагороди  |
| Назва | Інформація щодо альбому | U.S. Billboard 200      | U.S.Top R&B/Hip-Hop Albums (Billboard) | U.S. RIAA |
| --- | --- | ----------------------- | -------------------------------------- | --------- |
| Fat Boys | - Випущено: 29 травня 1984 р - Лейбл: Sutra - Формат: касета, цифрове завантаження, LP, CD (2012)                                   | 48                      | 6                                      | Золото    |
| <a href="https://en.wikipedia.org/wiki/The_Fat_Boys_Are_Back {{Webarchive\|url=https://web.archive.org/web/20210227144119/https://en.wikipedia.org/wiki/The_Fat_Boys_Are_Back \|date=27 лютого 2021 }}" rel="mw:ExtLink" title="The Fat Boys Are Back" class="cx-link" data-linkid="315">The Fat Boys Are Back</a> | - Випущено: 1 червня 1985 р - Лейбл: Sutra - Формат: касета, цифрове завантаження, LP, CD                                           | 63                      | 11                                     | Золото    |
| <a href="https://en.wikipedia.org/wiki/Big_&amp;amp;_Beautiful" rel="mw:ExtLink" title="Big &amp;amp; Beautiful" class="cx-link" data-linkid="323">Big &amp; Beautiful</a> | - Випущено: 2 травня 1986 р - Лейбл: Sutra - Формат: касета, цифрове завантаження, LP, CD                                           | 62                      | 10                                     |           |
| <a href="https://en.wikipedia.org/wiki/Crushin' {{Webarchive\|url=https://web.archive.org/web/20220506165712/https://en.wikipedia.org/wiki/Crushin' \|date=6 травня 2022 }}" rel="mw:ExtLink" title="Crushin'" class="cx-link" data-linkid="330">Crushin'</a>                                                      | - Випущено: 14 серпня 1987 р - Лейбл: Apple Tin Pan Apple / Polydor / PolyGram - Формат: касета, цифрове завантаження, LP, CD       | 8                       | 4                                      | Платина   |
| <a href="https://en.wikipedia.org/wiki/Coming_Back_Hard_Again" rel="mw:ExtLink" title="Coming Back Hard Again" class="cx-link" data-linkid="340">Coming Back Hard Again</a> | - Випущено: 1 липня 1988 р - Лейбл: Apple Tin Pan Apple/Polydor/PolyGram - Формат: компакт -диск, касета, цифрове завантаження, LP  | 33                      | 30                                     | Золото    |
| On and On | - Випущено: жовтень 1989 року - Лейбл: Apple Tin Pan / Mercury / PolyGram - Формат: компакт -диск, касета, цифрове завантаження, LP | 175                     | 52                                     |           |
| Mack Daddy | - Випущено: 28 жовтня 1991 р - Лейбл: Emperor - Формат: компакт -диск, касета, цифрове завантаження, LP                             | -                       | 89                                     |           |

### Синґли
| Рік      | Синґли                      | Пікові позиції діаграми | Пікові позиції діаграми    | Пікові позиції діаграми   | Пікові позиції діаграми | Альбом                 |
| Рік      | Синґли                      | U.S. Billboard Hot 100  | U.S. Hot R&B/Hip-Hop Songs | U.S. Hot Dance Club Songs | AUS Kent Music Report   | Альбом                 |
| -------- | --------------------------- | ----------------------- | -------------------------- | ------------------------- | ----------------------- | ---------------------- |
| 1984 рік | «Fat Boys»/«Human Beat Box» | -                       | 65                         | -                         | -                       | Fat Boys               |
| 1984 рік | «Jailhouse Rap»             | 105                     | 17                         | -                         | -                       | Fat Boys               |
| 1985 рік | «Can You Feel It»           | 101                     | 38                         | -                         | -                       | Fat Boys               |
| 1985 рік | «The Fat Boys Are Back»     | -                       | 27                         | -                         | -                       | The Fat Boys Are Back  |
| 1985 рік | «Hard Core Reggae»          | -                       | 52                         | -                         | -                       | The Fat Boys Are Back  |
| 1985 рік | «Don't Be Stupid»           | -                       | 62                         | -                         | -                       | The Fat Boys Are Back  |
| 1986 рік | «Sex Machine»               | -                       | 23                         | -                         | -                       | Big & Beautiful        |
| 1986 рік | «In the House»              | -                       | 51                         | -                         | -                       | Big & Beautiful        |
| 1987 рік | «Falling in Love»           | -                       | 16                         | -                         | -                       | Crushin'               |
| 1987 рік | «Wipeout»                   | 12                      | 10                         | 42                        | 65                      | Crushin'               |
| 1988 рік | «The Twist»                 | 16                      | 40                         | -                         | 23                      | Coming Back Hard Again |
| 1988 рік | «Are You Ready for Freddy?» | -                       | 93                         | -                         | -                       | Coming Back Hard Again |
| 1988 рік | «Louie, Louie»              | 89                      | -                          | -                         | -                       | Coming Back Hard Again |
| 1989 рік | «Lie-Z»                     | -                       | 81                         | -                         | -                       | On and On              |
| 1989 рік | «Just Loungin'»             | -                       | 86                         | -                         | -                       | On and On              |

| Тематичні пісні | Тематичні пісні                                                                          | Тематичні пісні                                                                                     | Тематичні пісні      |
| Рік             | Назва                                                                                    | Пісня                                                                                               | Дата випуску         |
| --------------- | ---------------------------------------------------------------------------------------- | --------------------------------------------------------------------------------------------------- | -------------------- |
| 1985 рік        | Krush Groove                                                                             | «Don't You Dog Me», «Pump It Up — Let's Get Funky», «All You Can Eat», «Fat Boys», «Krush Groovin'» | 25 жовтня 1985 року  |
| 1986 рік        | Knights of the City                                                                      | «Jailhouse Rap»                                                                                     | 14 лютого 1986 року  |
| 1987 рік        | Disorderlies                                                                             | «Rock Rulin '», «Baby you a Rich Man», «Wipe Out»                                                   | 14 серпня 1987 року  |
| 1988 рік        | Police Academy (TV series)                                                               | «They Wear The Blue» (the opening theme song)                                                       | 10 вересня 1988 року |
| 1988 рік        | The Freddy Krueger Special (TV Movie)                                                    | «Are You Ready For Freddy?»                                                                         | 18 серпня 1988 року  |
| 1988 рік        | Кошмар на вулиці В'язів 4: Повелитель сну                                                | «Are You Ready For Freddy?»                                                                         | 19 серпня 1988 року  |
| 1989 рік        | She-Devil                                                                                | «It's Getting Hot», «Party Up»                                                                      | 8 грудня 1989 року   |
| 2000 рік        | Price of Glory                                                                           | «Roving Gangster (Rollin')»                                                                         | 31 березня 2000 року |
| 2006 рік        | Scarface: The World Is Yours (video game)                                                | «Hardcore Reggae», «Human Beat Box»                                                                 | 10 жовтня 2006 р     |
| 2009 рік        | Усі ненавидять Кріса (TV Series), episode «Everybody Hates Fake IDs»                     | «All You Can Eat»                                                                                   | 23 січня 2009 року   |
| 2012 рік        | Rude Tube (TV Series), episode «Utter Fails»                                             | «Fat Boys Are Back»                                                                                 | 10 вересня 2012 р    |
| 2014 рік        | Ping Pong Summer                                                                         | «Stick 'Em»                                                                                         | 6 червня 2014 року   |
| 2014 рік        | Rap Critic Reviews (TV Series), episode «Top 5 Worst Lyrics I've Ever Heard… This Month» | «Wipeout», «Protect Yourself/My Nuts»                                                               | 27 лютого 2014 року  |
| 2017 рік        | One Hit Wonderland (TV Series documentary), episode «Rock Me Amadeus» by Falco           | «Human Beat Box»                                                                                    | 1 березня 2017 року  |

## Фільмографія

### Художні фільми
- 1985 — Krush Groove[en] (25 жовтня 1985)
- 1986 — Knights of the City[en] (14 лютого 1986)
- 1987 — Disorderlies[en] (14 серпня 1987)

### Документальні стрічки
- 2000 — Where Are They Now?: The 80s II (за VH-1) (28 вересня 2000)
- 2002 — Breath Control: The History of the Human Beat Box[en](кінофестиваль Tribeca 2002) (9 травня 2002)
- 2004 — And You Don't Stop: 30 Years of Hip-Hop (4 жовтня 2004)
- 2010 — Unsung: The Story of The Fat Boys[en] (телеканал One One) (18 жовтня 2010)
- 2010 — Never Sleep Again: The Elm Street Legacy[en] (DVD) (4 травня 2010)
- 2011 — Beatboxing — The Fifth Element of Hip Hop (Кінофестиваль в Атланті, 5 травня 2011 р.)

### Відеозбірки
- 1986 — Brrr, Watch 'Em! (MCA Home Video)
- 1988 — 3×3 (PolyGram Music Video)

| Телебачення | Телебачення                                                                            | Телебачення            | Телебачення |
| Рік         | Назва                                                                                  | Дата випуску           |             |
| ----------- | -------------------------------------------------------------------------------------- | ---------------------- | ----------- |
| 1984 рік    | Телереклама для наручних годинників Swatch («Brrr, Swatch 'Em!»))                      | Грудень 1984 року      |             |
| 1985 рік    | Телереклама для наручних годинників Swatch («Swatch Watch Presents a Merry Christmas») | Грудень 1985 р         |             |
| 1985 рік    | Потяг душі (телесеріал) — епізод «The Temptations/The Fat Boys»                        | 5 січня 1985 року      |             |
| 1986 рік    | Поліція Маямі (телешоу), епізод «Florence Italy»                                       | 14 лютого 1986 року    |             |
| 1987 рік    | Ebony/Jet Showcase (телесеріал)                                                        | 11 вересня 1987 року   |             |
| 1987 рік    | The New Hollywood Squares (телесеріал)                                                 | 16 листопада 1987 року |             |
| 1987 рік    | Square_One_(TV_series) (телесеріал), епізод #1.12, музичне відео «Burger Pattern»      | 10 лютого 1987 року    |             |
| 1988 рік    | Square_One_(TV_series) (телесеріал), епізод #2.1, музичне відео «One Billion»          | 19 вересня 1988 року   |             |
| 1988 рік    | T. and T. (телесеріал), епізод «The Silver Angel»                                      | 22 лютого 1988 року    |             |
| 1988 рік    | Nelson Mandela 70th Birthday Tribute (спеціальний документальний випуск)               | 11 червня 1988 року    |             |
| 1988 рік    | MTV Video Music Awards (телесеріал)                                                    | 7 вересня 1988 року    |             |
| 1988 рік    | Sacrée soirée (телесеріал)                                                             | 19 жовтня 1988 року    |             |
| 1988 рік    | Rockopop                                                                               | 5 листопада 1988 року  |             |
| 1989 рік    | Police Academy (телесеріал) season 2, епізод 29, «Survival of the Fattest» (voice)     | 14 січня 1989 року     |             |
| 1989 рік    | Square_One_(TV_series) (телесеріал), епізод #3.41, музичне відео «Working Backwards»   | 23 грудня 1990 року    |             |
| 1990 рік    | Ebony/Jet Showcase (телесеріал)                                                        | 16 березня 1990 року   |             |
| 2017 рік    | Detroiters (телесеріал) сезон 1 епізод 9 «Husky Boys»                                  | 4 квітня 2017 року     |             |

| 1984 рік | «Fat Boys»                                          |
| 1984 рік | «Jail House Rap»                                    |
| 1984 рік | «Can You Feel It?»                                  |
| 1985 рік | «Stick 'Em»                                         |
| 1985 рік | «Hard Core Reggae»                                  |
| 1985 рік | «Don't You Dog Me»                                  |
| 1985 рік | «All You Can Eat»                                   |
| 1986 рік | «Sex Machine»                                       |
| 1986 рік | «King Holiday» (King Dream Chorus and Holiday Crew) |
| 1987 рік | «Wipeout» (Fat Boys and The Beach Boys)             |
| 1988 рік | «The Twist (Yo, Twist)» (Fat Boys & Chubby Checker) |
| 1988 рік | «Louie, Louie»                                      |
| 1988 рік | «Are You Ready For Freddy?»                         |
| 1989 рік | «Lie-Z»                                             |